# Cover Drive
Cover Drive est un groupe barbadien de pop, actif entre 2010 et 2018. Il est composé d'Amanda Reifer, T-Ray Armstrong, Barry « Bar-Man » Hill et Jamar Smith. Ils ont un grand succès au Royaume-Uni.
Le groupe est signé par Global Talent, une division de Polydor. Il fait la première partie du concert de Rihanna à la Barbade lors du Loud Tour,,,. Il est en vedette dans les promotions de l'Autorité touristique de la Barbade, une société internationale de marketing touristique organisme du gouvernement de la Barbade,. Il sort son premier album Bajan style le 7 mai 2012 au Royaume-Uni.

## Histoire

### Formation (2010)
Le groupe est formé à la Barbade. Le groupe est composé de quatre membres, Amanda (chant), T-Ray (voix, batterie), Bar-Man (clavier, guitare) et Jamar, le bassiste. Ils ont entre 19 et 25 ans à cette période. Amanda rencontre T-Ray quand elle est devenue sa baby-sitter en dépit d'avoir seulement deux ans de plus, T-Ray était dans la même année que Jamar dans les études mais ils n'ont pas fréquenté la même école.

### Succès et séparation (2011–2018)
Cover Drive gagne beaucoup d'abonnés sur YouTube avec des vidéos d'eux faisant des reprises de chansons populaires. En avril 2011, le groupe signe un contrat avec Sony et un contrat d'enregistrement avec Polydor. Après la signature du groupe, ils commencent à écrire et enregistrer pour leur premier album. Dans le studio, ils rencontrent le producteur américain JR Rotem qui a produit leur premier single Lick Ya Down dévoilé le 28 août 2011. La chanson atteint la 9e place du UK Singles Chart et la 3e place des UK Singles Chart R&B.
Plus tard, ils sortent leur second single, Twilight, le 22 janvier 2012, ce qui était leur premier single dans les charts en Irlande en débutant à la 40e place. La chanson atteint la 1re place sur iTunes au Royaume-Uni dans les heures suivant sa sortie. La chanson est produite par Quiz & Larossi. Le 8 mars 2012, ils annoncent Sparks comme le troisième single de l'album. Sparks est dévoilé le 29 avril et atteint la 4e place du UK Singles Chart.
Bajan Style est le premier album de Cover Drive. Il sort le 7 mai 2012. Le groupe fait appel à un grand nombre de producteurs tels que Future Cut, Quiz & Larossi, J.R Rotem, Aliby, Orange Factory et Steve Mac pour travailler sur l'enregistrement. Le genre de l'album est du RnB, pop, reggae, hip-hop et synthpop. Bajan Style reçoit des critiques généralement positives des critiques musicales, qui décrivent l'album comme accrocheur et que l'album donne un ressentie de l'été. Les critiques acclament aussi la chanteuse Amanda Reifer pour sa capacité à réaliser différents styles de chants, et la compare à Rihanna, qui, comme Cover Drive, est barbadienne. Quatre singles sont commercialisés, dont trois sont entrées dans le top 10 des charts britanniques. Lick Ya Down est le premier single de cet album.
Bajan Style fait ses débuts à la 14e place des charts au Royaume-Uni. Leur dernier single, Explode en featuring avec Dappy, sort le 26 août 2012, qui atteint aussi la 14e place du UK Singles Chart. Ils sont également en featuring avec Far East Movement sur le titre Turn Up the Love qui sort le 21 juin 2012, la chanson a atteint très rapidement la place de 13e sur le UK Singles Chart. Ils ont effectué la première partie de Kelly Clarkson au Royaume-Uni et en Irlande, pour la tournée Stronger Tour.
Une vidéo lyrique de leur prochain single All My Love est publiée sur leur chaîne YouTube le 14 février 2013. Le groupe publie son deuxième album studio Fall Forward le 10 avril 2017. Le groupe se sépare en 2018 pour des raisons inconnues.

## Membres
- Karen Amanda Reifer – chant
- Barry Hill – guitare, clavier
- Jamar Harding – guitare
- Thomas Ray Armstrong (T-Ray) – batterie, voix

## Discographie

### Classements
| Titre       | Détails                                                                | Meilleure position[réf. nécessaire] | Meilleure position[réf. nécessaire] | Meilleure position[réf. nécessaire] |
| Titre       | Détails                                                                | UK                                  | IRL                                 | ÉCO                                 |
| ----------- | ---------------------------------------------------------------------- | ----------------------------------- | ----------------------------------- | ----------------------------------- |
| Bajan Style | - Sortie : 7 mai 2012 - Label : Polydor - Formats : CD, téléchargement | 14                                  | 99                                  | 28                                  |